# Ophionema hexacantha
Ophionema hexacantha är en ormstjärneart som beskrevs av Nielsen 1932. Ophionema hexacantha ingår i släktet Ophionema och familjen trådormstjärnor. Inga underarter finns listade i Catalogue of Life.